# Jean Lartéguy

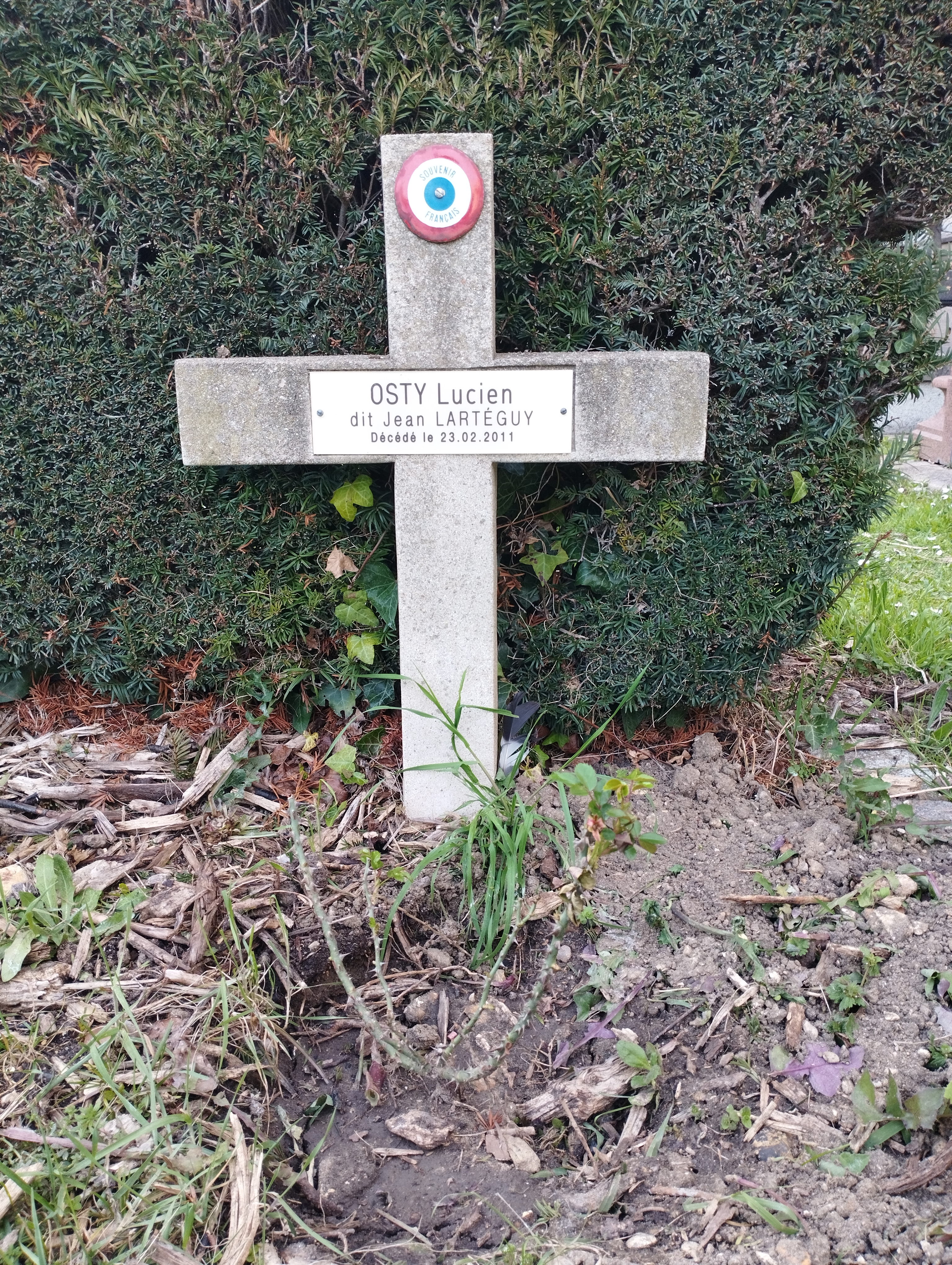
Grab von Jean Lartéguy auf dem Friedhof von Vaugirard.

Jean Lartéguy, eigentlich Jean Pierre Lucien Osty (* 5. September 1920 in Maisons-Alfort; † 23. Februar 2011 in Paris) war ein französischer Schriftsteller, Kriegsberichterstatter und Armee-Offizier. In seinen Werken thematisierte er im Kontext der Dekolonisierung Themen wie Terrorismus und die sogenannte Asymmetrische Kriegführung. Seine Protagonisten sind dabei oftmals realen Personen nachgezeichnet wie den französischen Offizieren Jacques Massu und Roger Trinquier. Der US-amerikanische General David Petraeus wurde durch Larteguys Roman Die Zenturionen angeblich zu seiner Felddienstvorschrift FM 3-24 Counterinsurgency angeregt. In Deutschland gilt Lartéguys Reportage Guerillas oder der vierte Tod des Che Guevara als sein bekanntestes Werk, da es 1968 im Nachrichtenmagazin Der Spiegel in Teilen als Vorabdruck erschien.

## Lebenslauf
Lartéguy studierte in Toulouse Geschichte bei Joseph Calmette und meldete sich 1939 beim Ausbruch des Zweiten Weltkriegs als Kriegsfreiwilliger. 1942 floh er von Frankreich nach Spanien, wurde dort jedoch für neun Monate interniert. Er trat anschließend in die Armée française de la Libération (Freies Frankreich) ein wurde Offizier der Commandos in Nordafrika. Er kämpfte später auch in Frankreich und Deutschland. Als Auszeichnung erhielt er u. a. das Kreuz der Ehrenlegion.
Nach einer siebenjährigen Dienstzeit wurde er als Hauptmann der Reserve entlassen und arbeitete als Kriegsberichterstatter für Paris Match und Paris-Presse. In dieser Funktion war er in der Irankrise, dem Palästinakrieg, dem Koreakrieg, dem Indochinakrieg, dem Algerienkrieg und dem Vietnamkrieg tätig. Im Koreakrieg diente er als Freiwilliger im so genannten französischen Bataillon und nahm an der Schlacht von Heartbreak-Ridge teil. In den 1960er Jahren berichtete er aus mehreren lateinamerikanischen Ländern, in denen Guerillabewegungen tätig waren. 1955 erhielt er den Albert-Londres-Preis.

## Darstellung des Krieges (Auswahl)
Sein international größter Erfolg wurde 1960 Die Zenturionen (Les Centurions, 1960, deutsche Ausgabe Bonn 1961), der offenbar eine Auflage von gut einer Million erzielte und u. a. ins Englische und Deutsche übersetzt wurde. Er ist im Algerienkrieg angesiedelt und beschäftigt sich ausgiebig mit der Frage, ob Terroristen Kombattanten sind oder nicht:

„Und welchen Unterschied machen Sie denn zwischen einem Flieger, der hoch oben in seinem Flugzeug sitzt und Behälter mit Napalm über eine Mechta (algerische Bauernsiedlung) abwirft, und einem Terroristen, der seine Bombe im Coq Hardi (Bar in Algier) ablegt? Der Terrorist braucht nur unendlich mehr Mut.“

Als Fortsetzung erschien Die Prätorianer, der ebenfalls im Algerienkrieg angesiedelt ist. Beide Romane dienten 1966 zusammen als Vorlage für den Spielfilm Lost Command (Sie fürchten weder Tod noch Teufel) mit Anthony Quinn und Alain Delon in den Hauptrollen.
Die Handlung von Die grausamen Träume ist in der Katanga-Krise 1960–1963 angesiedelt. Die Hauptfigur des Obersten La Roncière ist an Roger Trinquier angelehnt. Er ist Führer einer Gruppe von französischen Söldnern, die dem separatistischen Katangapräsidenten als Elitetruppe dienen und auch gegen UNO-Truppen eingesetzt werden, die eine dauerhafte Abspaltung Katangas von der Demokratischen Republik Kongo verhindern sollen:

„La Roncière entdeckte voller Erstaunen, dass er sich zum ersten Mal ohne Schwierigkeit in die Rolle des Gegners versetzen konnte. In Indochina konnte man sich nicht an die Stelle der Viets setzen, in Algerien nicht an die der Fellaghas. Jetzt aber war er nur noch ein Söldner, Techniker einer bestimmten Art der Kriegführung, den man ebenso einstellte wie andere, die eine Brücke bauen sollten.“

Dabei setzen die Söldner auch terroristische Methoden ein. Auch dieser Roman ist eng an die zeitgenössische Realität angelehnt; zum Schluss müssen die Söldner mit dem Separatistenpräsidenten Katanga verlassen. Nach Indochina und Algerien ist es ihr dritter verlorener Krieg.
Die späteren Werke Lartéguys wurden in Westdeutschland nicht mehr publiziert, obwohl er bis in die 1990er Jahre schriftstellerisch tätig war.

## Werke (Auswahl)
- Die Zenturionen (Les centurions, 1960, deutsch 1961).
- Die Prätorianer (Les prétoriens, 1961, deutsch 1962).
- Les Mercenaires (Die Söldner, 1963).
- Die grausamen Träume (Les chimères noires, 1963, deutsch 1965).
- Das gelbe Fieber (Le Mal jaune, 1962, deutsch 1964).
- Die Trommeln aus Bronze (Les tambours de bronze, 1965, deutsch 1966).
- Guerilla oder der vierte Tod des Che Guevara (Les guérilleros, 1967, deutsch 1968).
- Aller Menschen Blut ist rot (Sauveterre, 1966, deutsch 1968).
- Tout l’or du diable. Guerre, Pétrole et Terrorisme (Alles Gold dem Teufel. Krieg, Erdöl und Terrorismus) 1974.

## Filme
- Sie fürchten weder Tod noch Teufel (Lost Command, USA 1966, Regie: Mark Robson)